# Laguna Huaña Kkota
Laguna Huaña Kkota är en sjö i Bolivia.   Den ligger i departementet Oruro, i den västra delen av landet, 400 km väster om huvudstaden Sucre. Laguna Huaña Kkota ligger 4 357 meter över havet.
Omgivningarna runt Laguna Huaña Kkota är i huvudsak ett öppet busklandskap. Trakten runt Laguna Huaña Kkota är nära nog obefolkad, med mindre än två invånare per kvadratkilometer.